# Grottes du Quéroy
Die Grottes du Quéroy sind ein im Gemeindegebiet von Chazelles (Département Charente, Region Nouvelle-Aquitaine) gelegenes Höhlensystem. Es entstand vor 12 Millionen Jahren in Jurakalken des Karsts von La Rochefoucauld.

## Etymologie
Die Grottes du Quéroy, vormals auch als Grottes de Barouty bezeichnet, wurden nach der 2 Kilometer weiter nordwestlich gelegenen Ortschaft Le Quéroy in der Gemeinde Mornac benannt.

## Geographie
Das Höhlensystem liegt auf 135 Meter Meerhöhe am Ostrand des Forsts Forêt de Bois Blanc in der Gemeinde Chazelles. Seine Flurnamenbezeichnung lautet Le Chaume du Luquet, benannt nach der Ortschaft Luquet 2 Kilometer weiter südöstlich. Es besteht aus 30 Einzelsälen, die vom Tiefenwasser aus dem Kalkplateau herausgelöst worden waren. Ein 1200 Meter langer, für Besucher adaptierter Galerieweg verbindet die einzelnen Säle miteinander. Auf ihm können Kalkkonkretionen und Kalküberzüge, aber auch Stalagmiten und Stalaktiten bewundert werden. Die im Innern herrschenden Temperaturen schwanken zwischen 12 Grad Celsius auf 12 Meter und 8 Grad Celsius auf 25 Meter Tiefe.
An der Oberfläche lassen sich inmitten des von Eichen bestandenen Waldes Karren erkennen, die stellenweise von einer dünnen Erdschicht bedeckt werden. 

## Geologie
Die Grottes du Quéroy sind natürlichen Ursprungs. Sie entstanden vor 12 Millionen Jahren im Miozän (Serravallium). Sie liegen in tektonisch beanspruchten Kalken des oberen Juras (mittleres und oberes Oxfordium – oolithische, bioklastische und detritische Kalke). Ihre Entstehung steht mit den Versickerungsstrecken des Bandiats in Zusammenhang, welcher sein Wasser nach Westen über unterirdische Ströme im Karst von La Rochefoucauld in Richtung Sources de la Touvre verliert. Diese Strömung durchdringt das Gestein zur Zeit 80 Meter unterhalb des Höhlensystems.
Im Höhlensystem finden sich massive sedimentäre Ablagerungen, die von Oszillationen des Grundwasserspiegels im Karst von La Rochefoucauld verursacht wurden.

## Geschichte
Durch Zufall wurden die Grottes du Quéroy im Jahr 1892 von Lise Bosnot auf einem Spaziergang entdeckt, als ihre Hündin einem Fuchs hinterherlief. Die Höhlen wurden 1936 von Norbert Casteret gründlich erforscht. Noch im selben Jahr wurden die Spuren menschlicher Präsenz angetroffen. Die archäologischen Funde beschränken sich auf zwei Säle – dem am Eingang gelegenen Salle du gisement und den daran anschließenden Salle des Dalles. Sie konnten ins Endneolithikum datiert werden. Die archäologischen Funde – Mammutknochen und bearbeitete Rentierknochen, aber auch Artefakte und Keramik aus der endchalkolithischen Artenac-Kultur (2500 bis 2000 v. Chr. – Artenacien I und vor allem Artenacien II) sowie der gallorömischen Epoche – können im Musée d’Angoulême besichtigt werden. Neben den endneolithischen und gallorömischen Spuren kamen Reste aus der Bronzezeit zum Vorschein, welche der Endstufe III b zugeordnet werden konnten. Auch aus der Eisenzeit stammen einige Gegenstände, die zu den ältesten eisenzeitlichen Funden Frankreichs gehören dürften. 
Während des Zweiten Weltkriegs wurde das Höhlensystem von der Résistance als Versteck benutzt, wobei mehrere am Eingang befindliche Stalaktiten beschädigt wurden.
In den 1960er Jahren wurden die Grottes du Quéroy touristisch erschlossen. Es wurden Gehwege angelegt, ein Minigolfplatz entstand (im Sommer bespielbar) und ein Restaurant wurde eröffnet.

## Datierung
Zwei Lagen aus der Epoche des Artenaciens konnten datiert werden – 4260 ± 110 und 4130 ± 70 BP. Dies entspricht 2310 ± 110 und 2180 ± 70 v. Chr. Es sind aber darüber hinaus noch ältere, archaische Keramikreste des Artenaciens angetroffen worden.

## Fauna
Das Höhlensystem der Grottes du Quéroy gehört zu den Fundstellen der Saigaantilope (Saiga tatarica) im westlichen Europa.

## Besuchszeiten
Das Höhlensystem kann im Juli und August täglich zwischen 11 und 19 Uhr besucht werden. Im Mai, Juni und September hat es Sonntags und an Feiertagen zwischen 14 Uhr 30 und 16 Uhr 30 geöffnet. Der Besuch dauert ungefähr eine Stunde und beinhaltet zwei Rundwege. Außerhalb der offiziellen Besuchszeiten kann telefonisch unter der Nummer 33 (0)5 45 70 38 14 ein Rendezvous in Chazelles mit anschließendem Besuch organisiert werden. Der Minigolfplatz ist während der offiziellen Besuchszeit geöffnet.

## Fernwanderweg
Der Fernwanderweg GR 4 von Royan nach Cannes führt an den Grottes du Quéroy vorbei.